# FC Southampton
Der FC Southampton (offiziell: Southampton Football Club) – auch bekannt unter dem Spitznamen The Saints (die Heiligen) – ist ein englischer Fußballverein aus Southampton, der in der Premier League spielt.

## Geschichte
Der Verein wurde im November 1885 als St. Mary’s YMA gegründet. Ab 1889 war ihr Heimstadion „The Dell“. 2001 zog der Verein aber aufgrund der beschränkten Anzahl von Zuschauerplätzen in das St. Mary’s Stadium um, in dem am 28. April 2012 beim 4:0-Sieg des FC Southampton im Spiel der Football League Championship gegen Coventry City mit 32.363 Zuschauern der Rekordbesuch erreicht wurde.
Die ersten Erfolge des Vereins waren das Erreichen der Finals des englischen Pokals in den Jahren 1900 und 1902 die mit 0:4 gegen den Bury FC, beziehungsweise 1:1 und 1:2 gegen Sheffield United verloren wurden.
Mitte 1904 reiste der Southampton FC auf Einladung des Hippic Clubs nach Argentinien und wurde damit zum ersten europäischen Verein der in Südamerika spielte. In Buenos Aires gewann Southampton die Begegnungen gegen Alumni, den Belgrano AC, eine Auswahl britischer Spieler und zwei argentinische Auswahlmannschaften mit einer Tordifferenz von 32:4. Die Spiele zogen viele Zuschauer an, und die erste Partie gegen Alumni geriet zum gesellschaftlichen Großereignis, dem selbst Präsident General Julio Roca beiwohnte. Southampton schloss die Reise mit einem 8:1-Sieg in Montevideo gegen eine uruguayische Ligaauswahl ab. Die Leistungen von Southampton sollten an der La Plata-Mündung noch über viele Jahre hinweg in bester Erinnerung bleiben. Bereits 1905 folgte der Nottingham Forest FC auf den Spuren der Saints nach Südamerika.
Der größte Erfolg des Southampton FC war der Gewinn des englischen Pokals im Jahr 1976 mit einem 1:0 gegen Manchester United. 2003 erreichten die Saints erneut das Finale. 1979 kamen sie ins Finale des League Cups, mussten sich aber Nottingham Forest mit 2:3 geschlagen geben.
In der Saison 2004/05 stieg Southampton nach einem spannenden Saisonfinale aufgrund einer Heimniederlage gegen Manchester United am letzten Spieltag erstmals aus der 1992 eingeführten Premier League ab. Von 2005 bis 2009 spielten die Saints in der Football League Championship, aus der sie 2009–2011 in die Football League One abstiegen. Nach einem Jahr in der zweithöchsten englischen Spielklasse gelang der Durchmarsch in die Premier League durch einen Sieg im letzten Spiel über Coventry City. In der Saison 2014/15 erreichte Southampton nach einem überraschenden achten Platz in der Vorsaison den siebten Platz. Aufgrund des FA-Cup-Siegs des Champions-League-Teilnehmers Arsenal London berechtigte dies die Teilnahme an der Qualifikation für die Europa League. Dort schied man nach zwei Spielen aus. In der Premier League 2015/16 erreichte man den sechsten Platz, konnte erneut in der Europa League spielen, schied dort jedoch in der Gruppenphase aus. Im EFL Cup war Southampton erfolgreicher und unterlag erst im Finale gegen Manchester United mit 3:2. In der League endete man als Achter. In der folgenden Saisons kämpfte man gegen den Abstieg, belegte in der Saison 2017/18 den 17. Platz und 2018/19 den 16. Platz. Nach mehreren Trainerwechseln führte Ralph Hasenhüttl den Club ab Dezember 2018 in ruhigere Tabellenregionen. Trotz zwischenzeitlichem Belegen der Abstiegszone und historischer 9:0-Heimpleite gegen Leicester City hielt der Verein an Hasenhüttl fest und endete 2020 auf dem 11. Platz.

## Ligazugehörigkeit
- 1894–1920: Southern League

Platzierungen seit 1920

- 1920–1922: Football League Third Division
- 1922–1953: Football League Second Division
- 1953–1960: Football League Third Division
- 1960–1966: Football League Second Division
- 1966–1974: Football League First Division
- 1974–1978: Football League Second Division
- 1978–1992: Football League First Division
- 1992–2005: FA Premier League
- 2005–2009: Football League Championship
- 2009–2011: Football League One
- 2011–2012: Football League Championship
- 2012–2023: FA Premier League
- 2023–2024: EFL Championship
- seit 2024: FA Premier League

## Rivalitäten
Southamptons traditionell größter Rivale ist der FC Portsmouth. Die Spiele zwischen den Saints und „Pompey“ werden „South Coast Derby“ genannt. In den 1980er- und 1990er-Jahren spielten die beiden nicht in der gleichen Liga, erst mit dem Aufstieg des 30 Kilometer entfernten Portsmouth in die Premier League 2003 konnten damit nach langer Zeit zumindest für zwei Saisons die Derbys wieder stattfinden.

## Verkauf an Gao
August 2017 wurde bekannt, dass die chinesische Geschäftsfamilie Gao 80 % der Klubanteile gekauft hat. Bestätigt wurde dies von der Klubchefin Katharina Liebherr, der Tochter des verstorbenen Markus Liebherr. Die genaue Kaufsumme wurde nicht genannt, englische Medien schätzen sie auf umgerechnet 230–275 Mio. Euro. Im Dezember 2021 wurde Gaos Anteil für 100 Millionen Pfund an die Sport Republic Group verkauft, die dem serbischen Tycoon Dragan Šolak gehört, Katharina Liebherr behält ihren Anteil von 20 Prozent.

## Titel und Erfolge
- Vize-Meister (1): 1984
- FA-Cup-Sieger (1): 1976 (1:0 gegen Manchester United)
- FA-Cup-Finalist (3): 1900 (0:4 gegen den FC Bury), 1902 (1:1 und 1:2 gegen Sheffield United) und 2003 (0:1 gegen den FC Arsenal)
- FA-Charity-Shield-Finalist (1): 1976 (0:1 gegen den FC Liverpool)
- League-Cup-Finalist (2): 1979 (2:3 gegen Nottingham Forest), 2017 (2:3 gegen Manchester United)
- Football-League-Trophy-Sieger (1): 2010 (4:1 gegen Carlisle United)

## Europapokalbilanz
| Saison  | Wettbewerb                  | Runde                  | Gegner              | Gesamt    | Hin     | Rück    |
| ------- | --------------------------- | ---------------------- | ------------------- | --------- | ------- | ------- |
| 1969/70 | Messestädte-Pokal           | 1. Runde               | Rosenborg Trondheim | 2:1       | 0:1 (A) | 2:0 (H) |
| 1969/70 | Messestädte-Pokal           | 2. Runde               | Vitória Guimarães   | 8:4       | 3:3 (A) | 5:1 (H) |
| 1969/70 | Messestädte-Pokal           | 3. Runde               | Newcastle United    | (a)1:1(a) | 0:0 (A) | 1:1 (H) |
| 1971/72 | UEFA-Pokal                  | 1. Runde               | Athletic Bilbao     | 2:3       | 2:1 (H) | 0:2 (A) |
| 1976/77 | Europapokal der Pokalsieger | 1. Runde               | Olympique Marseille | 5:2       | 4:0 (H) | 1:2 (A) |
| 1976/77 | Europapokal der Pokalsieger | 2. Runde               | Carrick Rangers FC  | 9:3       | 5:2 (A) | 4:1 (H) |
| 1976/77 | Europapokal der Pokalsieger | Viertelfinale          | RSC Anderlecht      | 2:3       | 0:2 (A) | 2:1 (H) |
| 1981/82 | UEFA-Pokal                  | 1. Runde               | Limerick United     | 4:1       | 3:0 (A) | 1:1 (H) |
| 1981/82 | UEFA-Pokal                  | 2. Runde               | Sporting Lissabon   | 2:4       | 2:4 (H) | 0:0 (A) |
| 1982/83 | UEFA-Pokal                  | 1. Runde               | IFK Norrköping      | (a)2:2(a) | 2:2 (H) | 0:0 (A) |
| 1984/85 | UEFA-Pokal                  | 1. Runde               | Hamburger SV        | 0:2       | 0:0 (H) | 0:2 (A) |
| 2003/04 | UEFA-Pokal                  | 1. Runde               | Steaua Bukarest     | 1:2       | 1:1 (H) | 0:1 (A) |
| 2015/16 | UEFA Europa League          | 3. Qualifikationsrunde | Vitesse Arnheim     | 5:0       | 3:0 (H) | 2:0 (A) |
| 2015/16 | UEFA Europa League          | Play-offs              | FC Midtjylland      | 1:2       | 1:1 (H) | 0:1 (A) |
| 2016/17 | UEFA Europa League          | Gruppenphase           | Sparta Prag         | 3:1       | 3:0 (H) | 0:1 (A) |
| 2016/17 | UEFA Europa League          | Gruppenphase           | Hapoel Be’er Scheva | 1:1       | 0:0 (A) | 1:1 (H) |
| 2016/17 | UEFA Europa League          | Gruppenphase           | Inter Mailand       | 2:2       | 0:1 (A) | 2:1 (H) |

Gesamtbilanz: 34 Spiele, 12 Siege, 12 Unentschieden, 10 Niederlagen, 50:34 Tore (Tordifferenz +16)

## Kader der Saison 2024/25
Stand: 1. Mai 2025
| Nr.        | Nat.        | Name                  | Geburtstag    | im Verein seit |
| Tor        | Tor         | Tor                   | Tor           | Tor            |
| ---------- | ----------- | --------------------- | ------------- | -------------- |
| 01         | England     | Alex McCarthy         | 3. Dez. 1989  | 2016           |
| 13         | England     | Joe Lumley            | 15. Feb. 1995 | 2023           |
| 30         | England     | Aaron Ramsdale        | 14. Mai 1998  | 2024           |
| 31         | Irland      | Gavin Bazunu          | 20. Feb. 2002 | 2022           |
| Abwehr     |             |                       |               |                |
| 02         | England     | Kyle Walker-Peters    | 13. Apr. 1997 | 2020           |
| 03         | Irland      | Ryan Manning          | 14. Juni 1996 | 2023           |
| 05         | England     | Jack Stephens         | 27. Jan. 1994 | 2013           |
| 06         | England     | Taylor Harwood-Bellis | 30. Jan. 2002 | 2023           |
| 14         | England     | James Bree            | 11. Dez. 1997 | 2023           |
| 15         | England     | Nathan Wood           | 31. Mai 2002  | 2024           |
| 16         | Japan       | Yukinari Sugawara     | 28. Juni 2000 | 2024           |
| 21         | England     | Charlie Taylor        | 18. Sep. 1993 | 2024           |
| 28         | Spanien     | Juan Larios           | 12. Jan. 2004 | 2022           |
| 34         | Brasilien   | Welington             | 19. Feb. 2001 | 2025           |
| 35         | Polen       | Jan Bednarek          | 12. Apr. 1996 | 2017           |
| 37         | Deutschland | Armel Bella-Kotchap   | 11. Dez. 2001 | 2022           |
| 39         | Frankreich  | Joachim Kayi Sanda    | 29. Nov. 2006 | 2025           |
| Mittelfeld |             |                       |               |                |
| 04         | England     | Flynn Downes          | 20. Jan. 1999 | 2023           |
| 07         | Nigeria     | Joe Aribo             | 21. Juli 1996 | 2022           |
| 08         | Irland      | Will Smallbone        | 21. Feb. 2000 | 2019           |
| 10         | England     | Adam Lallana          | 10. Mai 1988  | 2024           |
| 18         | Portugal    | Mateus Fernandes      | 10. Juli 2004 | 2024           |
| 20         | Ghana       | Kamaldeen Sulemana    | 15. Feb. 2002 | 2023           |
| 24         | Schottland  | Ryan Fraser           | 24. Feb. 1994 | 2024           |
| 26         | Frankreich  | Lesley Ugochukwu      | 26. März 2004 | 2024           |
| 29         | Danemark    | Albert Grønbæk        | 23. Mai 2001  | 2025           |
| 33         | England     | Tyler Dibling         | 17. Feb. 2006 | 2023           |
| Sturm      |             |                       |               |                |
| 11         | Schottland  | Ross Stewart          | 11. Juli 1996 | 2023           |
| 19         | England     | Cameron Archer        | 9. Dez. 2001  | 2024           |
| 32         | England     | Paul Onuachu          | 28. Mai 1994  | 2023           |
|            | Japan       | Rento Takaoka         | 12. März 2007 | 2025           |

## Ehemalige Spieler
- Sid Kimpton (1910–1920)

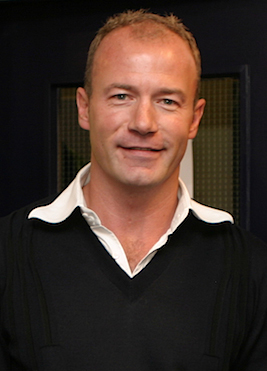
Alan Shearer begann 1988 seine Spielerkarriere beim FC Southampton

- Bill Rawlings (1920–1927)
- Ted Bates (1937–1953)
- Eric Day (1945–1957)
- Tommy Traynor (1952–1966)
- Tommy Mulgrew (1954–1962)
- Derek Reeves (1954–1963)
- Terry Paine (1956–1974)
- George O’Brien (1959–1966)
- Martin Chivers (1962–1968)
- Mick Channon (1966–1977 und 1979–1982)
- Ron Davies (1966–1972)
- Nick Holmes (1972–1987)
- Peter Osgood (1974–1977)
- David Peach (1974–1980)
- Alan Ball (1976–1978 und 1981–1982)
- Chris Nicholl (1977–1983)
- Charlie George (1979–1981)
- Kevin Keegan (1980–1982)
- Mick Mills (1982–1985)
- Peter Shilton (1982–1987)
- Mark Wright (1982–1987)
- Andy Townsend (1985–1988)
- Jimmy Case (1985–1991)
- Colin Clarke (1986–1989)
- Tim Flowers (1986–1994)
- Matthew Le Tissier (1986–2002)
- Alan Shearer (1988–1992)
- Jason Dodd (1989–2005)
- Ken Monkou (1992–1999)
- Dave Beasant (1993–1997)
- Matthew Oakley (1994–2006)
- Claus Lundekvam (1996–2008)
- Wayne Bridge (1998–2003)
- James Beattie (1998–2005)
- Marians Pahars (1999–2006)
- Uwe Rösler (2000–2001)
- Rory Delap (2001–2006)
- Antti Niemi (2002–2006)
- Danny Higginbotham (2003–2006)
- Peter Crouch (2004–2005)
- Theo Walcott (2004–2006)
- Gareth Bale (2005–2007)
- Alex Oxlade-Chamberlain (2010–2011)
- Dušan Tadić (2014–2018)
- Sadio Mané (2014–2016)
- Virgil van Dijk (2015–2017)

## Southamptons Trainer
Bisher wurde der FC Southampton hauptsächlich von Engländern trainiert. Alfred McMinn holte 1897 mit dem Gewinn der Southern Football League Premier Division (SFLPD) den ersten Titel der Vereinsgeschichte nach Southampton. Wiederum dessen Nachfolger, der Engländer Ernest Arnfield, ist der bisher erfolgreichste Mann auf diesem Posten. Zwischen 1898 und 1904 gewann er fünfmal den Titel in der SFLPD. Zudem stand er mit seiner Mannschaft in zwei Endspielen des FA Cups, die jeweils verloren wurden. Arnfield war insgesamt 20 Jahre Cheftrainer der Saints. Neben Steve Wigley ist er bis heute der einzige Trainer, der in zwei Perioden auf dem Cheftrainerstuhl des FC Southampton Platz nahm. Für die Dauer von 18 Jahren war Ted Bates Trainer, dies aber in nur einer Periode. Er hält damit sowohl den Rekord für die längste durchgehende Trainerschaft als auch den der meisten Spiele an der Seitenlinie für den FC Southampton.
Chris Nicholl wurde im Juli 1985 der erste Nicht-Engländer auf diesem Posten. Der Nordire hielt sich sechs Jahre bei den Saints. Seit 1996 werden auch immer wieder Schotten Trainer in Southampton. Den Anfang machte Graeme Souness. Seither waren es vier Fußballlehrer aus dem britischen Nordteil. Mit Jan Poortvliet wurde 2008 ein Nicht-Brite Trainer. Er musste jedoch nach sieben Monaten seinen Posten räumen und wurde durch seinen Landsmann Mark Wotte ersetzt. Von März bis Dezember 2018 wurde die Position durch Mark Hughes besetzt, welcher aber nach dem knappen Klassenerhalt in der Saison 2017/18 wegen anhaltender Erfolglosigkeit in der Folgesaison entlassen wurde. Auf ihn folgte, nachdem Kelvin Davis das Team in einem Spiel als Interimstrainer betreut hatte, der erste österreichische Trainer der Premier League, Ralph Hasenhüttl. Dieser wurde im November 2022 entlassen. Auf ihn folgte interimsweise Rubén Sellés.
| Name des Trainers   | Zeitraum  | Erfolge                                                                                 | Bemerkung                                                                                 |
| ------------------- | --------- | --------------------------------------------------------------------------------------- | ----------------------------------------------------------------------------------------- |
| Cecil Knight        | 1893–1895 |                                                                                         | • August 1893 bis Mai 1895                                                                |
| Charles Robson      | 1895–1896 |                                                                                         | • August 1895 bis Mai 1896                                                                |
| Alfred McMinn       | 1896–1897 | • 1897: Gewinn der SFLPD                                                                | • August 1896 bis Mai 1897                                                                |
| Ernest Arnfield     | 1897–1911 | • 1898, 1899, 1902, 1903, 1904: Gewinn der SFLPD • 1900, 1902: FA-Cup-Endspielteilnahme | • August 1897 bis Mai 1911                                                                |
| George Swift        | 1911–1912 |                                                                                         | • August 1911 bis Mai 1912                                                                |
| Ernest Arnfield     | 1912–1919 |                                                                                         | • August 1912 bis Mai 1919                                                                |
| Jimmy McIntyre      | 1919–1924 | • 1922: Gewinn der Football League Third Division South                                 | • August 1919 bis Dezember 1924                                                           |
| Arthur Chadwick     | 1925–1931 |                                                                                         | • Oktober 1925 bis Mai 1931                                                               |
| George Kay          | 1931–1936 |                                                                                         | • März 1931 bis Mai 1936                                                                  |
| George Goss         | 1936–1937 |                                                                                         | • Mai 1936 bis März 1937                                                                  |
| Tom Parker          | 1937–1943 |                                                                                         | • März 1937 bis Juni 1943                                                                 |
| Arthur Dominy       | 1943–1946 |                                                                                         | • Juni 1943 bis Januar 1946                                                               |
| Bill Dodgin         | 1946–1949 |                                                                                         | • Januar 1946 bis August 1949                                                             |
| Sid Cann            | 1949–1951 |                                                                                         | • August 1949 bis Dezember 1951                                                           |
| George Roughton     | 1952–1955 |                                                                                         | • März 1952 bis September 1955                                                            |
| Ted Bates           | 1955–1973 | • 1960: Gewinn der Football League Third Division                                       | • September 1955 bis November 1973 • Rekordhalter für den längsten Zeitraum als Trainer   |
| Lawrie McMenemy     | 1973–1985 | • 1976: Gewinn des FA Cup • 1979: Football-League-Cup-Endspielteilnahme                 | • November 1973 bis Juni 1985                                                             |
| Chris Nicholl       | 1985–1991 |                                                                                         | • Juli 1985 bis Mai 1991 • Erster Nicht-Engländer als Cheftrainer der Saints              |
| Ian Branfoot        | 1991–1994 | • 1992: ZDS-Cup-Endspielteilnahme                                                       | • Juni 1991 bis Januar 1994                                                               |
| Alan Ball           | 1994–1995 |                                                                                         | • Januar 1994 bis Juli 1995                                                               |
| David Merrington    | 1995–1996 |                                                                                         | • Juli 1995 bis Juli 1996                                                                 |
| Graeme Souness      | 1996–1997 |                                                                                         | • Juli 1996 bis Juli 1997                                                                 |
| Dave Jones          | 1997–2000 |                                                                                         | • Juni 1997 bis Januar 2000                                                               |
| Glenn Hoddle        | 2000–2001 |                                                                                         | • Januar 2000 bis März 2001                                                               |
| Stuart Gray         | 2001      |                                                                                         | • März bis Oktober 2001                                                                   |
| Gordon Strachan     | 2001–2004 | • 2003: FA-Cup-Endspielteilnahme                                                        | • Oktober 2001 bis Februar 2004                                                           |
| Steve Wigley        | 2004      |                                                                                         | • Februar bis März 2004 • nach zwei Spielen ohne Sieg entlassen                           |
| Paul Sturrock       | 2004      |                                                                                         | • März bis August 2004                                                                    |
| Steve Wigley        | 2004      |                                                                                         | • August bis Dezember 2004                                                                |
| Harry Redknapp      | 2004–2005 |                                                                                         | • Dezember 2004 bis Dezember 2005                                                         |
| George Burley       | 2005–2008 |                                                                                         | • Dezember 2005 bis Januar 2008                                                           |
| John Gorman         | 2008      |                                                                                         | • Januar bis Februar 2008 • nach nur einem Sieg aus sechs Spielen entlassen               |
| Nigel Pearson       | 2008      |                                                                                         | • Februar bis Mai 2008                                                                    |
| Jan Poortvliet      | 2008–2009 |                                                                                         | • Mai 2008 bis Januar 2009 • Erster Nicht-Brite als Cheftrainer der Saints                |
| Mark Wotte          | 2009      |                                                                                         | • Januar bis Juli 2009 • Zuvor bereits Co-Trainer von Jan Poortvliet                      |
| Alan Pardew         | 2009–2010 | • 2010: Football League Trophy                                                          | • Juli 2009 bis August 2010                                                               |
| Dean Wilkins        | 2010      |                                                                                         | • August bis September 2010 • nach drei Niederlagen aus drei Spielen entlassen            |
| Nigel Adkins        | 2010–2013 |                                                                                         | • September 2010 bis Januar 2013                                                          |
| Mauricio Pochettino | 2013–2014 |                                                                                         | • Januar 2013 bis Mai 2014                                                                |
| Ronald Koeman       | 2014–2016 |                                                                                         | • Juli 2014 bis Juni 2016                                                                 |
| Claude Puel         | 2016–2017 | • 2017: Football-League-Cup-Endspielteilnahme                                           | • Juli 2016 bis Juni 2017                                                                 |
| Mauricio Pellegrino | 2017–2018 |                                                                                         | • Juni 2017 bis März 2018                                                                 |
| Mark Hughes         | 2018      |                                                                                         | • März bis Dezember 2018                                                                  |
| Kelvin Davis        | 2018      |                                                                                         | • Interimstrainer im Dezember 2018                                                        |
| Ralph Hasenhüttl    | 2018–2022 |                                                                                         | • Dezember 2018 bis November 2022 * erster österreichischer Trainer in der Premier League |
| Nathan Jones        | 2022–2023 |                                                                                         | • November 2022 bis Februar 2023                                                          |
| Russell Martin      | 2023–2024 |                                                                                         | • Juni 2023 bis Dezember 2024                                                             |

(Quelle: soccerbase.com)